# بيلميز (قرطبة)
بلدية بيلميز (بالإسبانية: Belmez)‏، هي إحدى بلديات مقاطعة قرطبة إحدى مقاطعات إسبانيا، و التي تقع في منطقة الأندلس جنوب إسبانيا.
يبلغ عدد سكانها 3.373 نسمة وفقاً لإحصائية سنة (2007).